# Toni Skarica
 (février 2009).
Si vous disposez d'ouvrages ou d'articles de référence ou si vous connaissez des sites web de qualité traitant du thème abordé ici, merci de compléter l'article en donnant les références utiles à sa vérifiabilité et en les liant à la section « Notes et références ».
Toni Skarica est avocat et homme politique canadien de l'Ontario.  De 1995 à 2000, il était membre progressiste-conservateur de l'Assemblée législative de l'Ontario.

## Biographie
Skarica est né en Angleterre, et il est venu au Canada à un jeune âge. Il a obtenu un baccalauréat de commerce de l'Université McMaster, et un grade universitaire en droit l'Université de Toronto.  Il travaillait dans le cabinet privé et était procureur de la Couronne avant d'écrire la vie politique.
En 1995 Skarica a été élu à la législature de l'Ontario à l'élection provinciale.  Il a défait le candidat libéral Chris Ward et le candidat sortant du NPD Don Abel par une marge significative dans la zone électorale  de Wentworth-Nord, près de la ville de Hamilton.  Il n'a pas été nommé dans le cabinet par Mike Harris, et aussi développé une réputation comme un franc-tireur dans son parti et défendeur des principes de droite et libertaires.  Il s'est opposé aux plans du gouvernement de Harris pour amalgamer la ville de Hamilton avec les municipalités voisines.
Skarica a été réélu dans l'élection provinciale ontarienne de 1999, dans la zone redistribuée de Wentworth—Burlington. Pendant l'élection, il a promis de démissionner s'il ne pouvait pas empêcher l'amalgamation d'Ancaster, de Dundas, et de Flamborough dans la ville de Hamilton.  Le gouvernement de Harris a continué ses plans de l'amalgamation à la fin de 1999, et Skarica démissionné de la législature le 7 février 2000.
On pourrait noter que la synchronisation de la démission de Skarica lui a permis de reprendre automatiquement son ancien travail dans la profession légale, sans pénalité.  S'il attendait quelques mois plus long, la fenêtre de cinq ans se serait écoulée.